# DAZN 1
DAZN 1，是英商DAZN旗下僅在台灣地區播出的體育頻道，前身為名字與集團名稱相同的ELEVEN，2018年1月1日更為ELEVEN SPORTS 1，2024年3月1日更為現名。

## 頻道歷史
- 2017年2月21日，頻道正式開播。3月1日起，陸續在各數位有線電視上架播出[1]。
- 2017年7月1日，頻道正式上架中華電信MOD，定頻於180頻道。
- 2017年11月1日，因應MOD頻道變更政策，ELEVEN的頻道號碼從改為第213台（2字頭為體育區塊頻道）。
- 2018年1月1日，頻道名稱更改為「ELEVEN SPORTS 1台」。
- 2018年7月1日，頻道自中華電信MOD下架，改由ELEVEN SPORTS PLUS由特規頻道形式播出。
- 2021年1月1日，頻道定頻在CH73台（台灣大寬頻、凱擘大寬頻、中嘉系統、數位天空），承接FOX體育台停播後的位置。
- 2024年3月1日，原ELEVEN SPORTS 1及ELEVEN SPORTS 2改為DAZN 1、DAZN 2

## 外部連結
- 211 ELEVEN SPORTS PLUS - 中華電信 MOD 網站 （页面存档备份，存于）